# Why (EP của Taeyeon)
Why là mini-album thứ hai của ca sĩ Hàn Quốc Taeyeon, được SM Entertainment phát hành vào ngày 28 tháng 6 năm 2016.

## Phát hành
Ngày 17 tháng 6 năm 2016, SM Entertainment công bố rằng Taeyeon sẽ phát hành mini-album thứ hai của mình với tên gọi Why vào ngày 28 tháng 6. Ngày 20 tháng 6, cô được thông báo là sẽ hợp tác với ca sĩ Hàn Quốc Dean trong album. Ngày 22 tháng 6, Hyoyeon, một thành viên khác của Girls' Generation, được tiết lộ là sẽ góp mặt trong bài hát "Up & Down".

## Quảng bá
Taeyeon biểu diễn bài hát "Why" trên các chương trình âm nhạc Hàn Quốc Music Bank, Show! Music Core và Inkigayo vào các ngày 1, 2 và 3 tháng 7 năm 2016. Cô sẽ tổ chức chuyến lưu diễn đầu tiên của mình với tên gọi Butterfly Kiss tại Seoul và Busan trong tháng 7 và tháng 8 năm 2016.

## Đĩa đơn
Đĩa đơn đầu tiên của Why, "Starlight", có sự góp mặt của ca sĩ Hàn Quốc Dean và được ra mắt vào ngày 25 tháng 6 năm 2016, ba ngày trước khi album được phát hành. Bài hát chủ đề và cũng là đĩa đơn thứ hai, "Why", được phát hành cùng với album vào ngày 28 tháng 6. "Starlight" và "Why" đạt thứ hạng cao nhất lần lượt ở vị trí thứ 5 và thứ 7 trên bảng xếp hạng nhạc số Hàn Quốc Gaon.

## Danh sách bài hát
| STT              | Nhan đề                         | Phổ lời                    | Phổ nhạc                                                                                    | Thời lượng |
| ---------------- | ------------------------------- | -------------------------- | ------------------------------------------------------------------------------------------- | ---------- |
| 1.               | "Why"                           | Jo Yoon-kyung              | LDN Noise Lauren Dyson Rodnae "Chikk" Bell                                                  | 3:27       |
| 2.               | "Starlight" (featuring Dean)    | Jam Factory (Lee Seu-ran)  | Jamil "Digi" Chammas Taylor Mckall Tay Jasper Adrian McKinnon Leven Kali Sara Forsberg MZMC | 3:43       |
| 3.               | "Fashion"                       | Jam Factory (Kim In-hyung) | LDN Noise Marissa Shipp Brittany Mullen                                                     | 3:12       |
| 4.               | "Hands on Me"                   | Yorkie Ryu Woo             | Harvey Mason Jr. Damon Thomas Dewain Whitmore Jr. Michael "Mike J" Jiminez                  | 3:48       |
| 5.               | "Up & Down" (featuring Hyoyeon) | Lee Seu-ran Kim Min-ji     | Ylva Dimberg Herbie Crichlow LDN Noise                                                      | 2:53       |
| 6.               | "Good Thing"                    | Jung Joo-hee               | LDN Noise Alice Sophie Penrose Carolyn Jordan                                               | 2:57       |
| 7.               | "Night"                         | Ryu Woo Yorkie             | Im Kwang-wook Ryan Kim Chase Amanda Moseley                                                 | 3:13       |
| Tổng thời lượng: | Tổng thời lượng:                | Tổng thời lượng:           | Tổng thời lượng:                                                                            | 23:13      |

## Bảng xếp hạng
| Bảng xếp hạng (2016)              | Thứ hạng cao nhất |
| --------------------------------- | ----------------- |
| Japanese Albums (Oricon)          | 30                |
| South Korean Albums (Gaon)        | 1                 |
| US World Albums (Billboard)       | 2                 |
| US Heetseekers Albums (Billboard) | 15                |
| US Independent Albums (Billboard) | 48                |

## Doanh số
| Quốc gia          | Doanh số |
| ----------------- | -------- |
| Hàn Quốc (Gaon)   | 112.754  |
| Nhật Bản (Oricon) | 6.234    |

## Lịch sử phát hành
| Khu vực       | Ngày                | Định dạng | Hãng đĩa                  |
| ------------- | ------------------- | --------- | ------------------------- |
| Hàn Quốc      | 28 tháng 6 năm 2016 | CD tải về | SM Entertainment KT Music |
| Toàn thế giới | 28 tháng 6 năm 2016 | Tải về    | SM Entertainment          |